# アメリカンフォーク川
アメリカンフォーク川（アメリカンフォークがわ）はユタ州を流れる河川。ソルトレイクシティ南東約35マイルの、ワサッチ山脈内アメリカンフォークキャニオンから流れ出している。最上流部はティンパノゴス山にあり、川はアメリカンフォークキャニオンを流れユインタ国有林とティンパノゴスケイブナショナルモニュメントを通過する。アメリカンフォークキャニオンをでた川はユタ郡北部を流れ、北側からユタ湖に注ぐ。